# مزرعة جنت أباد (عقدا)
مزرعة جنت أباد (بالإنجليزية: Mazraeh-ye Jannatabad)‏ هي منطقة سكنية تقع في إيران في يزد.